# Grigorij Eremeevič Evdokimov
Grigorij Eremeevič Evdokimov (in russo Григорий Еремеевич Евдокимов?; ottobre 1884 – Mosca, 25 agosto 1936) è stato un rivoluzionario e politico russo e sovietico.

## Biografia
Nato nell'uezd di Pavlodar, militò nel Partito Operaio Socialdemocratico Russo dal 1903. Ripetutamente arrestato per attività sovversiva dalla polizia zarista, partecipò alla Rivoluzione d'ottobre a Pietrogrado come guardia rossa. Nel 1919 fu commissario all'industria dell'Unione delle comuni dell'Oblast' settentrionale e divenne membro del Comitato centrale del Partito bolscevico fino all'anno successivo. Fu poi nella settima armata del Fronte occidentale durante la Guerra civile russa come membro del Comitato militare rivoluzionario e capo dell'ufficio politico. Tra il 1922 e il 1925 fu presidente del Consiglio dei sindacati del Governatorato di Pietrogrado, e dal 1923 al 1925 fu vicepresidente del Soviet cittadino e di quello di governatorato. Fece di nuovo parte del Comitato centrale dal 1923 al 1927. Da novembre 1925 a gennaio 1926 fu Segretario responsabile del Comitato di partito del Governatorato di Pietrogrado, e da gennaio ad aprile 1926 fu membro della Segreteria e dell'Orgburo. Escluso dal partito nel dicembre di quell'anno, vi venne riammesso sei mesi più tardi e ricoprì in seguito incarichi minori. Arrestato nel 1934 nell'ambito delle Grandi purghe, fu giustiziato nel 1936.